# Lubics Szilvia
Lubics Szilvia (Jászberény, 1974. május 27. –) magyar amatőr hosszútávfutó és ultramaratonista, az Ultrabalaton és a Spartathlon többszörös győztese. Civilben fogorvos, három gyermek édesanyja. Nagykanizsán él. Kilencszeres magyar bajnok és hétszeres „spártai hősnő”. Az év ultrafutója Magyarországon 2011-ben, 2012-ben, 2013-ban és 2014-ben. 2016-ban megkapta a Magyar Becsület Rendet.

## Eredményei aSpartathlonon
Hétszer teljesítette sikeresen az Athén–Spárta-útvonalon megrendezett 245,3 km-es futóversenyt, először 2010-ben. 2011-ben, 2013-ban és 2014-ben női első, 2012-ben és 2015-ben harmadik lett. A 2013-as és 2014-es győzelme alkalmával mindkétszer több mint egy órát javított a korábbi győztes idején.
2014-ben 26:53:40-es idejével új női pályacsúcsot állított fel, a brit Elizabeth Hawker 2012-ben elért 27:02:17-es eredményét megdöntve.

## Eredményei az Ultrabalatonon
A 212 km-es Balaton körüli versenyt 2011-ben és 2012-ben is megnyerte. A második esetben abszolút elsőként, azaz a teljes férfimezőnyt megelőzve.

## Eredménye a Badwater Ultramarathonon
2017-ben sikeresen teljesítette a 217 km hosszú Badwater-ultramaratont, 36:09:12-es eredménnyel a 4. lett.

## Eredményei sivatagi versenyeken
2018-ban sikeresen teljesítette a 4 Deserts versenysorozat 6 napos, 250 kilométeres távját a chilei Atacama-sivatagban, ahol 4. helyezést ért el 41 óra 49 perces eredménnyel.
2019-ben harmadik helyezést ért el a Namib-sivatagban rendezett 6 napos, 250 kilométeres versenyen, amit 31 óra 59 perc alatt teljesített.
2022-ben megnyerte az Antarktiszon megrendezett "The Last Desert - Antarctica" nevű versenyt, ahol 197 kilométert futott.
2024-ben első helyezést ért el az USA Arizona és Utah államaiban megrendezett "Grand to Grand Ultra" nevű 6 napos, 275 kilométeres sivatagi versenyen.
2025-ben második helyezést ért el Mongóliában a Gobi March nevű 6 napos, 250 kilométeres sivatagi versenyen.  Ezzel sikeresen teljesítette a "Racing the Planet"   versenysorozat mind a négy állomását.

## Egyéni rekordok
| Versenyszám  | Eredmény   | Hely                                                |
| ------------ | ---------- | --------------------------------------------------- |
| Félmaraton   | 1:39:00    | Szombathely, Magyarország (2007)                    |
| Maraton      | 3:06:12    | Bécs, Ausztria (2010)                               |
| 100 km       | 8:27:25    | Seregno, Olaszország (2011)                         |
| 6 óra        | 76,6 km    | Lasse, Ausztria (2013), országos csúcs              |
| 12 óra       | 141,9 km   | Vogau, Ausztria (2014), országos csúcs              |
| 24 óra       | 232,454 km | Sárvár, Magyarország (2012)                         |
| Ultrabalaton | 22:10:58   | (2012) abszolút első helyezés, új női pályacsúccsal |
| Spartathlon  | 26:53:40   | (2014, női pályacsúcs)                              |

## Könyvei
2017 őszén jelent meg Másfél nap az élet című könyve, melyet férjével közösen írt. A könyv végigkíséri egy Spartathlonon, miközben bepillantást nyújt az ultrafutás világába, Lubics hétköznapjaiba, életébe.
2020 őszén jelent meg második könyve A homokdűnén túl címmel, melynek fókuszában a megelőző években sikeresen teljesített extrém versenyei (Badwater, Atacama-crossing, Namib-sivatag, Bigfoot 200) állnak.
- Másfél nap az élet. A történeteket, gondolatokat, emlékeket mondatokba öntötte, írta Lubics György; Georgius Med Kft., Hahót, 2017
- Lubics Szilvi: A homokdűnén túl. Csak kövesd a vonalat az órádon! A történeteket, gondolatokat, emlékeket mondatokba öntötte, a könyvet írta Lubics György; Georgius Med Kft., Hahót, 2020